# Gimnàstica als Jocs Olímpics d'estiu de 1906

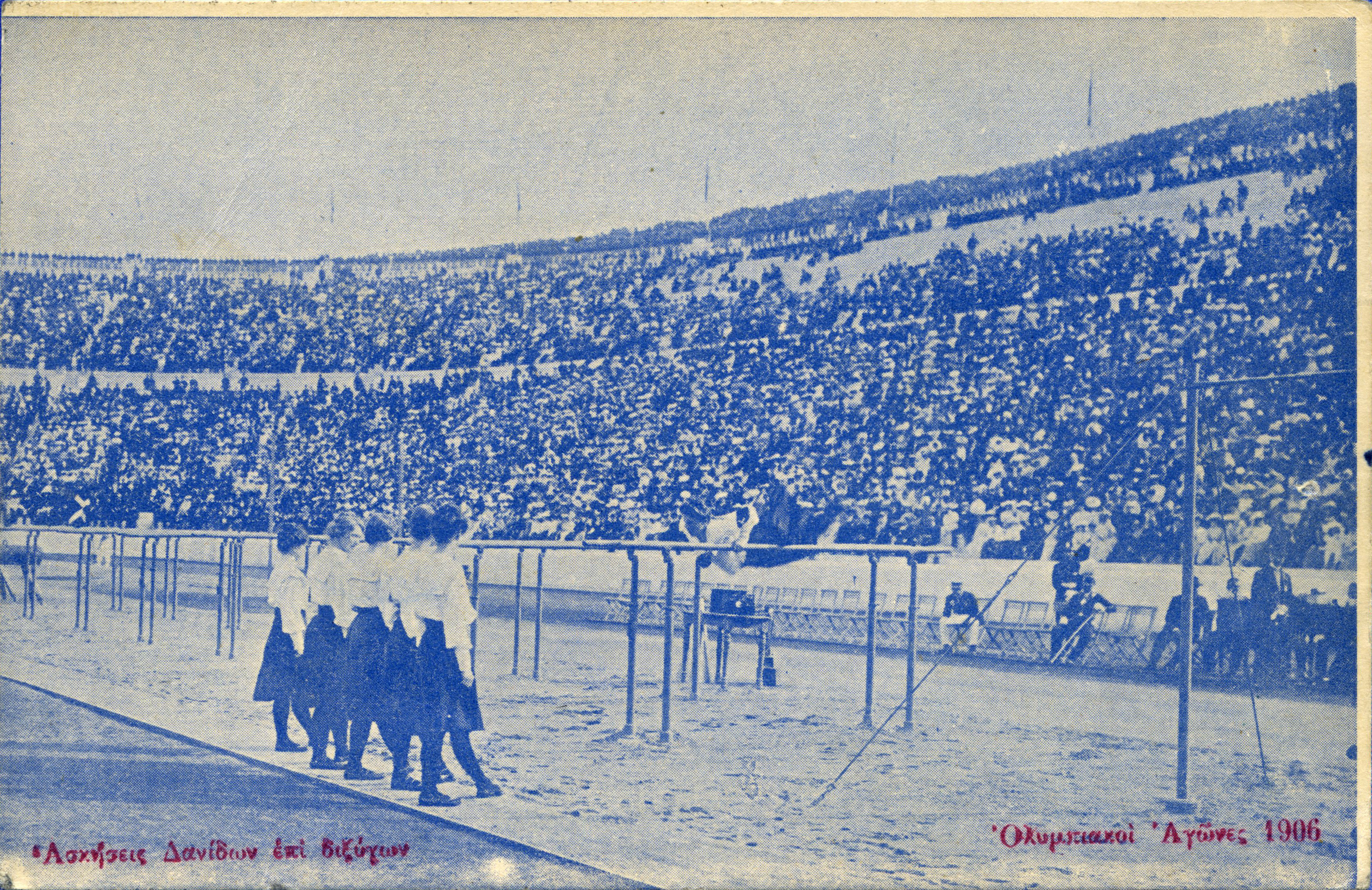
Equip danès de gimnàstica.

Als Jocs Olímpics d'Estiu de 1906 a Atenes es disputaren quatre proves de gimnàstica masculines. Les proves es desenvoluparen entre els dies 22 i 26 d'abril de 1906.
Actualment anomenats Jocs Intercalats, avui dia no són considerats oficials pel Comitè Olímpic Internacional.

## Resum de medalles
| Prova                    | Or | Argent | Bronze |
| Concurs complet 5 proves | Pierre Payssé | Alberto Braglia | Georges Charmoille |
| Concurs complet 6 proves | Pierre Payssé | Alberto Braglia | Georges Charmoille |
| Escalada de corda        | Georgios Aliprantis | Béla Erödy | Konstantinos Kozanitas |
| Equips                   | Noruega · Carl Albert Andersen · Oskar Bye · Conrad Carlsrud · Harald Eriksen · Oswald Falch · Kristian Fjerdingen · Yngvar Fredriksen · Karl Haagensen · Harald Halvorsen · Petter Hol · Andreas Hagelund · Eugen Ingebretsen · Per Mathias Jespersen · Finn Münster · Frithjof Olsen · Carl Alfred Pedersen · Rasmus Pettersen · Thorleif Petersen · Thorleif Røhn · Johan Stumpf | Dinamarca · Carl Andersen · Halvor Birch · Harald Bukdahl · Kaj Gnudtzmann · Knud Holm · Erik Klem · Harald Klem · Louis Larsen · Jens Lorentzen · Robert Madsen · Carl Manicus-Hansen · Oluf Olsson · Hans Pedersen · Oluf Pedersen · Niels Petersen · Viktor Rasmussen · Marius Skram-Jensen · Marius Thuesen | Itàlia · Federico Bertinotti · Ciro Civinini · Raffaello Giannoni · Azeglio Innocenti · Filiberto Innocenti · Manrico Masetti · Vitaliano Masotti · Quintilio Mazzoncini · Spartaco Nerozzi · Manlio Pastorini |

## Medaller
| Posició | País      | Or | Argent | Bronze | Total |
| 1       | França    | 2  | 0      | 2      | 4     |
| 2       | Grècia    | 1  | 0      | 1      | 2     |
| 3       | Noruega   | 1  | 0      | 0      | 1     |
| 4       | Itàlia    | 0  | 2      | 1      | 3     |
| 5       | Dinamarca | 0  | 1      | 0      | 1     |
| 5       | Hongria   | 0  | 1      | 0      | 1     |